# Peter Ilisch

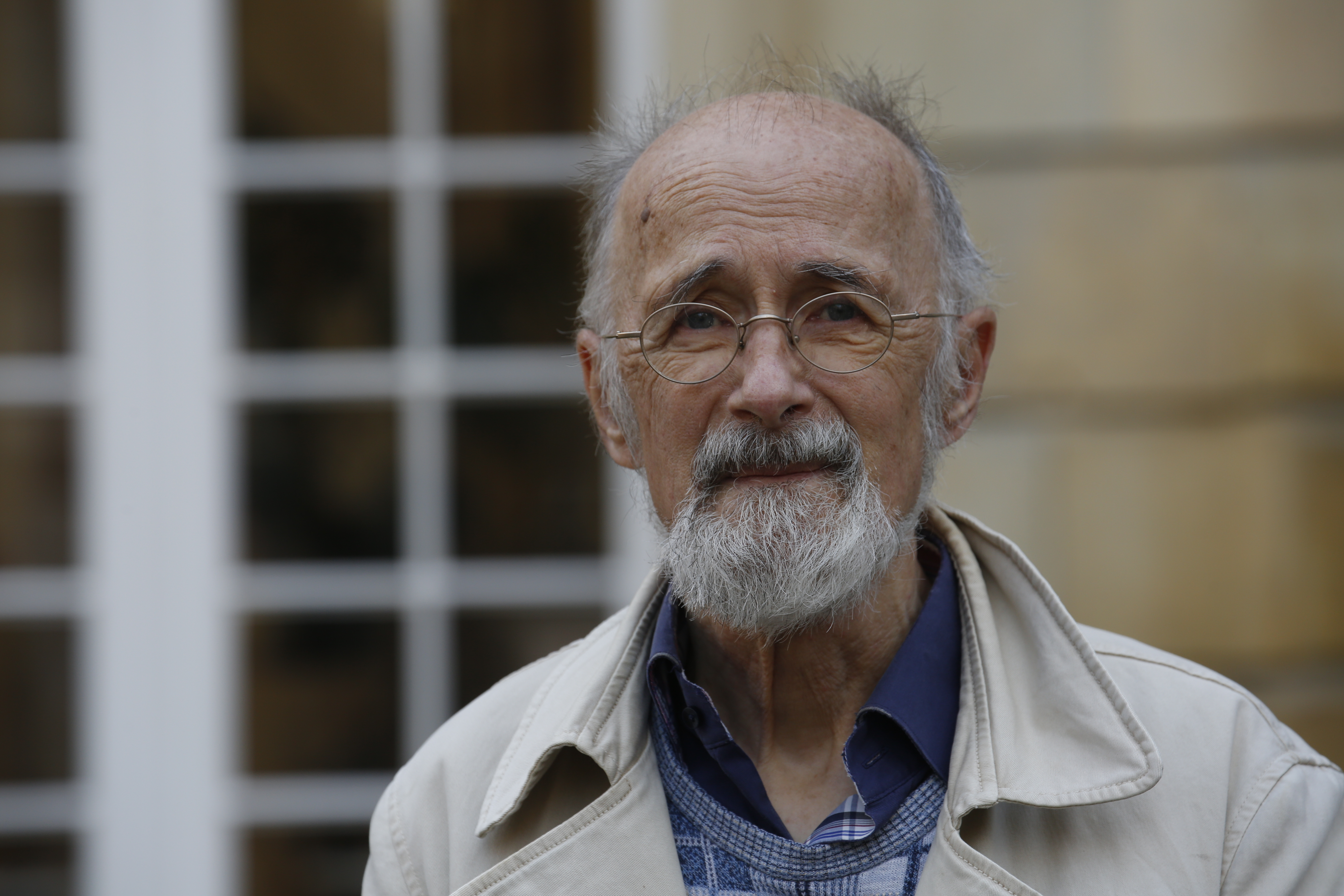
Porträt Peter Ilisch, November 2020

Peter Ilisch (* 28. April 1947 in Billerbeck; † 29. Mai 2023 in Bayonne) war ein deutscher Numismatiker.

## Leben
Peter Ilisch, älterer Bruder des Numismatikers Lutz Ilisch, studierte an der Universität Münster Geschichte, Historische Hilfswissenschaften (hierin mit Schwerpunktbildung in Numismatik) und Volkskunde. 1971 machte er einen ersten Abschluss als Magister Artium mit einer Arbeit zur älteren Agrargeschichte des Kirchspiels Billerbeck. Es folgte ein wissenschaftliches Volontariat am Westfälischen Landesmuseum in Münster. 1974 wurde er bei Peter Berghaus mit dem Thema Münzfunde und Geldumlauf in Westfalen in Mittelalter und Neuzeit promoviert. Tätigkeiten beim Rijksmuseum Twenthe in Enschede (Niederlande) und in der Redaktion des Numismatischen Nachrichtenblatts schlossen sich an. Im Rahmen eines Forschungsprojekts übernahm er 1977/78 eine Tätigkeit als wissenschaftlicher Assistent am Institut für religiöse Volkskunde an der Universität Münster.
Von 1979 bis 2012 war Ilisch wissenschaftlicher Referent mit Verantwortlichkeit für das Münzkabinett und die Siegelsammlung am Westfälischen Landesmuseum in Münster. Von 1980 bis 2014 war er auch einer der beiden Vertreter des Landes Nordrhein-Westfalen in der Numismatischen Kommission der Länder in der Bundesrepublik Deutschland. Daneben war Peter Ilisch ordentliches Mitglied der Altertumskommission für Westfalen sowie seit 1998 der Historischen Kommission für Westfalen. In Nachfolge von Peter Berghaus hatte Ilisch einen Lehrauftrag für Numismatik an der Westfälischen Wilhelms-Universität Münster. Er war auch Mitarbeiter in dem Internationalen Projekt „Medieval European Coinage“ des Fitzwilliam-Museums in Cambridge. Der Arbeitsschwerpunkt lag in der mittelalterlichen und frühneuzeitlichen Numismatik sowie in der Regionalgeschichte des ehemaligen Hochstifts Münster. Er hatte zahlreiche Beiträge hierzu im In- und Ausland veröffentlicht.
Von 2012 bis 2018 war Ilisch freier Mitarbeiter der Polnischen Akademie der Wissenschaften (PAN), Institut für Archäologie und Ethnologie, im Projekt „Frühmittelalterliche Münzfunde aus Polen“.

## Auszeichnungen
- 1996 Goldmedaille der Teylers Genootschap in Haarlem (Niederlande)
- 2005 Ehrenpreis der Gesellschaft für Internationale Geldgeschichte (GIG)
- 2012 Literaturpreis der Koninklijk Genootschap voor Munt- en Penningkunde
- 2015 Jeton de Vermeil der Société Française de Numismatique
- 2021 Eligiuspreis der Deutschen Numismatischen Gesellschaft

## Schriften (Auswahl)
- Münzfunde und Geldumlauf in Westfalen in Mittelalter und Neuzeit. Numismatische Untersuchungen und Verzeichnis der Funde in den Regierungsbezirken Arnsberg und Münster (= Veröffentlichungen des Provinzialinstituts für Westfälische Landes- und Volksforschung des Landschaftsverbandes Westfalen-Lippe. Reihe 1, 23). Aschendorff, Münster 1980, ISBN 3-402-06081-7 (Zugleich: Münster, Universität, Dissertation, 1974/1975: Münzfunde und Geldumlauf im westlichen Westfalen.).
- als Herausgeber mit Thomas Fischer: Lagom. Festschrift für Peter Berghaus zum 60. Geburtstag am 20. November 1979. Numismatischer Verlag der Münzenhandlung Dombrowski, Münster 1981, ISBN 3-921507-03-0.
- Geschichte der Pfarrgemeinde St. Bartholomäus Laer. Pfarrgemeinde St. Bartholomäus, Laer 1985.
- Münzschatzfunde aus Westfalen (= Bildhefte des Westfälischen Landesmuseums für Kunst und Kulturgeschichte . 30). Landschaftsverband Westfalen-Lippe, Münster 1991, ISBN 3-88789-103-1.
- mit Christoph Kösters: Die Patrozinien Westfalens von den Anfängen bis zum Ende des Alten Reiches (= Westfalia sacra. 11). Aschendorff, Münster 1992, ISBN 3-402-03838-2.
- Die mittelalterliche Münzprägung der Bischöfe von Münster (= Numismatische Schriften des Westfälischen Landesmuseums für Kunst und Kulturgeschichte Münster. 3). Westfälisches Landesmuseum für Kunst und Kulturgeschichte u. a., Münster 1994, ISBN 3-88789-117-1.
- Der Münzschatzfund von Rödinghausen. Gemeinde Rödinghausen, Rödinghausen 1997, ISBN 3-9801709-5-0.
- Die Münzprägung im Herzogtum Niederlothringen.
  - I: Die Münzprägung in den Räumen Utrecht und Friesland im 10. und 11. Jahrhundert. In: Jaarboek voor Munt- en Penningkunde. Bd. 84/85, 1997/1998, ISSN 0920-380X, S. 1–272.
  - II: Die Münzprägung im südwestlichen Niederlothringen und in Flandern im 10. und 11. Jahrhundert. In: Jaarboek voor Munt- en Penningkunde. Bd. 100 Special, 2014.
- Die Fritzlarer Colonia-Prägung des 11. Jahrhunderts (= Beiträge zur Münzkunde in Hessen-Kassel. 21). Numismatische Gesellschaft Kassel 1956 e. V., Kassel 2004, ISBN 3-00-015140-0.
- mit Arnold Schwede: Das Münzwesen im Stift Corvey. 1541–1794 (= Studien und Quellen zur westfälischen Geschichte. 58 = Veröffentlichungen der Historischen Kommission für Westfalen. 11: Arbeiten zur Geld- und Münzgeschichte Westfalens. 3). Bonifatius-Verlag, Paderborn 2007, ISBN 978-3-89710-382-5.
- als Herausgeber mit Mateusz Bogucki und Stanisław Suchodolski: Frühmittelalterliche Münzfunde aus Polen.
  - Inventar. 4: Kleinpolen Schlesien. Institut für Archäologie und der Polnischen Akademie der Wissenschaften, Warschau 2013, ISBN 978-83-63760-19-9.
  - Inventar. 3: Masowien Podlachien Mittelpolen. Institut für Archäologie und Ethnologie der Polnischen Akademie der Wissenschaften, Warschau 2015, ISBN 978-83-63760-61-8.
  - Inventar. 2: Pommern. Institut für Archäologie und Ethnologie der Polnischen Akademie der Wissenschaften, Warschau 2016, ISBN 978-83-63760-84-7.
  - Inventar. 1: Großpolen. Institut für Archäologie und Ethnologie der Polnischen Akademie der Wissenschaften, Warschau 2017, ISBN 978-83-63760-84-7.
- Olfen (= Historischer Atlas westfälischer Städte. Bd. 3 = Veröffentlichungen der Historischen Kommission für Westfalen. Neue Folge 19). Ardey, Münster 2014, ISBN 978-3-87023-369-3.
- Metelen (= Historischer Atlas westfälischer Städte. Bd. 9 = Veröffentlichungen der Historischen Kommission für Westfalen. Neue Folge 38). Ardey, Münster 2017, ISBN 978-3-87023-391-4.
- Horstmar (= Historischer Atlas westfälischer Städte. Bd. 13 = Veröffentlichungen der Historischen Kommission für Westfalen. Neue Folge 56). Ardey, Münster 2020, ISBN 978-3-87023-446-1.
- Dorf – Adel – Kirche – Wirtschaft. Historische Fallstudien aus dem Münsterland. Westfalen in der Vormoderne Bd. 36, Münster 2022, 455 S. ISBN 978-3-402-15088-7.